# Théorie du champ de ligands
La théorie du champ de ligands ou modèle du champ de ligands décrit la liaison chimique, l'arrangement des orbitales et certaines autres caractéristiques de complexes de coordination impliquant un ion d'un métal de transition. Ce concept a été introduit en 1957 par Griffith et Orgel comme une description des complexes de métaux de transition plus exacte que celle proposée par la théorie du champ cristallin. Il applique cette dernière aux ions de métaux de transition en solution et fait appel à la théorie de l'orbitale moléculaire pour expliquer les différences d'interactions métal-ligand, et notamment la levée de dégénérescence des orbitales atomiques d dans de tels complexes. L'article de Griffith et Orgel explique les différences de couleurs des complexes de métaux de transition par l'occupation différente des orbitales de la sous-couche d incomplète : dans la mesure où les orbitales inoccupées participent aux liaisons avec les ligands, ces liaisons ont une influence sur les longueurs d'onde absorbées en solution.
L'ion d'un métal de transition contient neuf orbitales atomiques de valence : une orbitale (n+1)s, trois orbitales (n+1)p et cinq orbitales nd, où n est le nombre quantique principal ; chacune de ces orbitales pouvant contenir deux électrons, la règle des 18 électrons s'applique aux métaux de transition. Des ligands sont susceptibles de se lier à un ion métallique à l'aide de ces orbitales. La théorie du champ de ligand explique que ces orbitales sont affectées différemment lorsqu'elles baignent dans le champ des ligands environnants. Leur énergie est augmentée ou réduite selon les cas en fonction de la force de leur interaction avec ces ligands.
L'expression de la théorie du champ de ligand dépend fortement de la géométrie du complexe, mais on a coutume de l'introduire par la description des complexes octaédriques, dans lesquels six ligands se coordonnent à un ion métallique.

## Liaisons

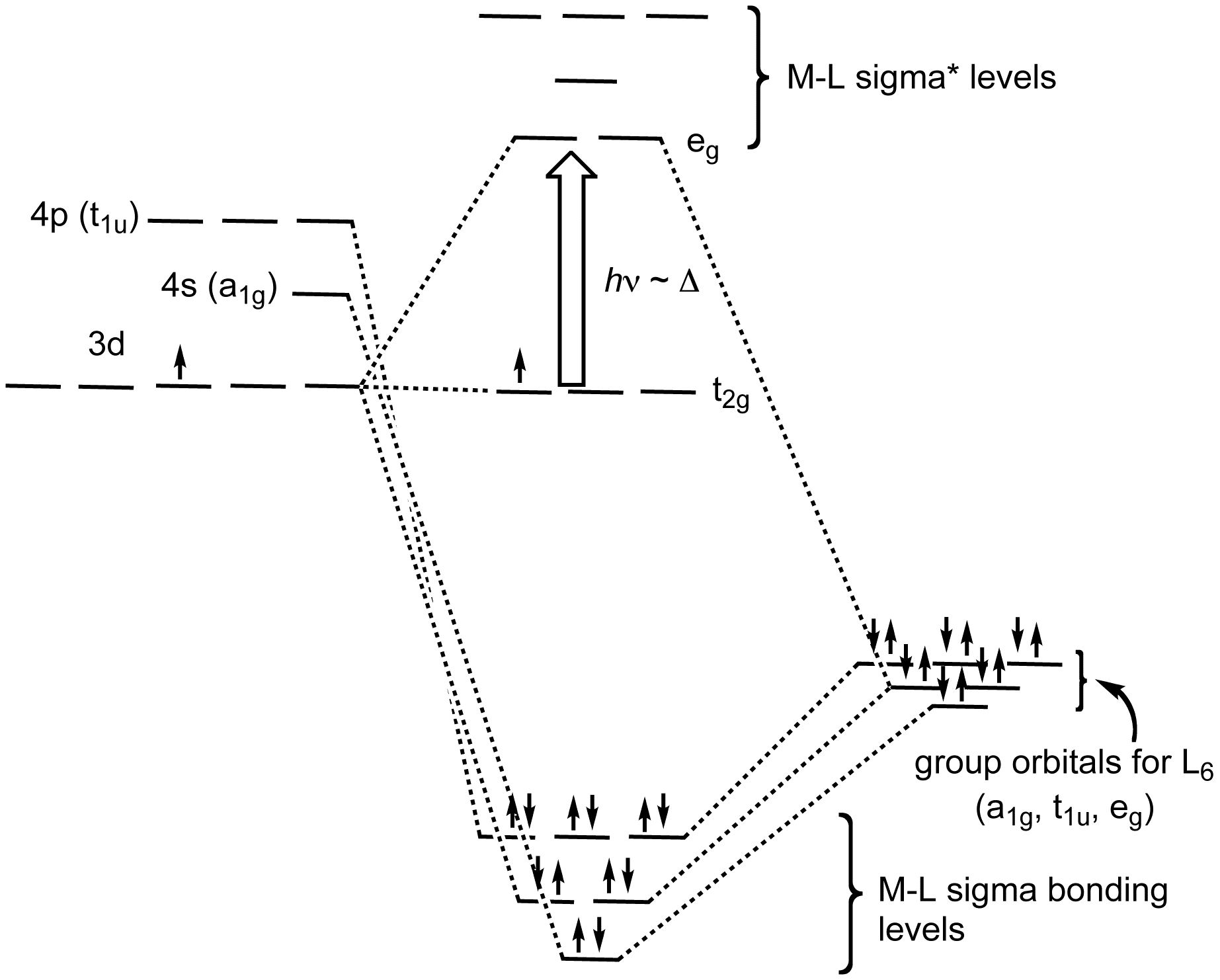
Représentation des orbitales moléculaires dans un complexe octaédrique faisant apparaître les niveaux de symétrie t2g et eg séparés par l'écart d'énergie Δ.

### Liaison σ
Dans un complexe octaédrique, les orbitales moléculaires créées par coordination peuvent être vues comme résultant de la cession, par chacun des six ligands donneurs σ, de deux électrons aux orbitales d du métal de transition. Il se forme des orbitales liantes et antiliantes dz2 et dx2−y2 tandis que les orbitales dxy, dxz et dyz demeurent non liantes — mais disponibles pour établir des liaisons π. Des interactions liantes et antiliantes s'établissent également avec les orbitales s et p, ce qui fait un total de six orbitales liantes et six orbitales antiliantes.
En termes de symétrie moléculaire, les six doublets non liants des six ligands (un par ligand) forment six orbitales, dites SALC ou LGO, dont les représentations irréductibles sont notées eg pour les orbitales dz2 et dx2−y2, t1u pour les trois orbitales p et a1g pour l'orbitale s. Les six orbitales moléculaires liantes formant des liaisons σ résultent de la combinaison des orbitales SALC des ligands avec les orbitales de même symétrie de l'ion métallique.

### Liaison π
Les liaisons π des complexes octaédriques se forment de deux façons : à partir de toute orbitale p de ligand qui n'est pas impliquée dans une liaison σ, et à partir de toute orbitale moléculaire π ou π* présente sur le ligand.
On considère habituellement que les orbitales p du métal sont utilisées pour établir des liaisons σ et n'ont de toute façon pas la symétrie adéquate pour recouvrir les orbitales p, π ou π* des ligands, de sorte que les liaisons π s'établissent avec les orbitales d appropriées du métal, c'est-à-dire les orbitales dxy, dxz et dyz, qui demeurent non liantes tant qu'on ne considère que les liaisons σ.
La rétrocoordination π métal-ligand est une liaison π importante des complexes de coordination. Elle se forme lorsque les orbitales moléculaires vacantes les plus basses (LUMO) des ligands sont des orbitales π* antiliantes. L'énergie de ces orbitales est voisine de celles des orbitales dxy, dxz et dyz, avec lesquelles elles se combinent pour former des orbitales liantes, c'est-à-dire des orbitales d'énergie inférieure à celle des orbitales d. L'énergie des orbitales antiliantes correspondantes est plus élevée que celle des orbitales antiliantes des liaisons σ de sorte que la levée de dégénérescence ΔO s'élargit une fois les orbitales liantes π remplies d'électrons issus des orbitales d du métal, ce qui renforce la liaison entre le ligand et le métal. Les ligands voient leurs orbitales moléculaires π* se remplir d'électrons, ce qui affaiblit les liaisons entre ligands.
L'autre forme de liaison π de coordination est la liaison ligand-métal. Elle s'établit lorsque les orbitales p ou π de symétrie π du ligand sont remplies. Elles se combinent aux orbitales dxy, dxz et dyz du métal et cèdent des électrons aux orbitales liantes de symétrie π qui se forment avec le métal. La liaison métal-ligand est renforcée par cette interaction, mais, contrairement à la rétrocoordination π, l'énergie de l'orbitale moléculaire antiliante complémentaire n'est pas plus élevée que celle de l'orbitale antiliante des liaisons σ. Elle est remplie par des électrons issus des orbitales d du métal, devenant l'orbitale occupée la plus élevée (HOMO) du complexe. Il s'ensuit que, dans le cas d'une liaison ligand-métal, l'écart ΔO entre les niveaux d'énergie des orbitales d diminue.
La liaison métal-ligand est stabilisée par le transfert de charges négatives du métal vers les ligands, de sorte que le métal établit plus facilement des liaisons σ. La liaison σ ligand-métal et la rétrocoordination π métal-ligand se renforcent mutuellement par synergie.
Dans la mesure où chacun des six ligands présente deux orbitales de symétrie π, celles-ci sont au nombre de 12 dans le complexe. Leurs orbitales SALC se répartissent dans quatre représentations irréductibles trois fois dégénérées, dont l'une est de symétrie t2g. Les orbitales dxy, dxz et dyz du métal relèvent également de cette symétrie, de même que les liaisons π formées entre un ion métallique central et les six ligands, qui résultent du recouvrement de deux jeux d'orbitales de symétrie t2g.

## Haut spin, bas spin et série spectrochimique
Les six orbitales moléculaires liantes formées sont occupées par des électrons issus des ligands, tandis que les électrons des orbitales d du métal occupent les orbitales non liantes et, dans certains, antiliantes. La différence d'énergie entre ces deux derniers types d'orbitales est notée ΔO, où le « O » fait référence à « octaédrique », et est déterminée par la nature des interactions π entre les orbitales des ligands et les orbitales d de l'atome central. Les ligands donneurs d'électrons π réduisent le ΔO et sont dits à champ faible tandis que les ligands accepteurs d'électrons π accroissent le ΔO et sont dits à champ fort. 
La valeur de ΔO détermine la configuration électronique des ions d4 à d7. Dans les complexes métalliques avec ces configurations d'électrons d, les orbitales moléculaires non liantes et antiliantes peuvent être peuplées de deux manières : la première consiste à placer le plus d'électrons possible dans les orbitales non liantes avant de remplir les orbitales antiliantes, la seconde consiste à remplir orbitales non liantes et antiliantes avec autant d'électrons célibataires que possible. La première est dite « bas spin » tandis que la seconde est dite « haut spin ». Un ΔO faible favorise le non appariement des électrons, qui a pour effet de maximiser l'énergie totale, ce qui conduit à une configuration haut spin ; a contrario, un ΔO supérieur au gain d'énergie résultant du non appariement des électrons favorise la configuration bas spin avec l'occupation complète des orbitales non liantes par des électrons appariés.
La série spectrochimique est une liste de ligands ordonnée en fonction de la valeur de l'écart d'énergie Δ qu'ils produisent sur les atomes métalliques (le tableau ci-dessous range les ligands du plus faible en haut au plus fort en bas) :
| Ligand                                   | Formule (atome(s) liants en gras) | Charge | Denticité la plus courante    | Observations |
| ---------------------------------------- | --------------------------------- | ------ | ----------------------------- | --- |
| Iodure (iodo)                            | I−                                | −1     | 1                             | |
| Bromure (bromido)                        | Br−                               | −1     | 1                             | |
| Sulfure (thio)                           | S2−                               | −2     | 1 (M=S) ou 2 pontant (M−S−M′) | |
| Thiocyanate (S-thiocyanato)              | SCN−                              | −1     | 1                             | Ambidentate (voir également l'isothiocyanate plus bas)                                                                                               |
| Chlorure (chlorido)                      | Cl−                               | −1     | 1                             | Peut également être pontant |
| Nitrate (nitrato)                        | O–NO2−                            | −1     | 1                             | |
| Azoture (azido)                          | N–N=N−                            | −1     | 1                             | |
| Fluorure (fluoro)                        | F−                                | −1     | 1                             | |
| Isocyanate                               | [N=C=O]−                          | −1     | 1                             | |
| Hydroxyde (hydroxydo)                    | O–H−                              | −1     | 1                             | Souvent pontant |
| Oxalate (oxalato)                        | [O–CO–CO–O]2−                     | −2     | 2                             | |
| Eau (aqua)                               | H2O                               | 0      | 1                             | |
| Nitrite (nitrito)                        | O–N–O−                            | −1     | 1                             | Ambidentate (voir aussi le ligand nitro plus bas) |
| Isothiocyanate (isothiocyanato)          | N=C=S−                            | −1     | 1                             | Ambidentate (voir également le thiocyanate plus haut)                                                                                                |
| Acétonitrile (acétonitrilo)              | CH3CN                             | 0      | 1                             | |
| Pyridine (py)                            | C5H5N                             | 0      | 1                             | |
| Ammoniac (amine, ou plus rarement amino) | NH3                               | 0      | 1                             | |
| Éthylènediamine (en)                     | NH2–CH2–CH2–NH2                   | 0      | 2                             | |
| 2,2′-Bipyridine (bipy)                   | NC5H4–C5H4N                       | 0      | 2                             | Facilement réduit en son anion radicalaire voire en son dianion                                                                                      |
| 1,10-Phénantroline (phen)                | C12H8N2                           | 0      | 2                             | |
| Nitrite (nitro)                          | NO2−                              | −1     | 1                             | Ambidentate (voir aussi le ligand nitrito plus haut)                                                                                                 |
| Triphénylphosphine                       | P(C6H5)3                          | 0      | 1                             | |
| Cyanure (cyano)                          | C≡N− N≡C−                         | −1     | 1                             | Peut être pontant entre deux cations métalliques, liés tous les deux à l'atome de carbone, ou l'un à l'atome de carbone et l'autre à l'atome d'azote |
| Monoxyde de carbone (carbonyle)          | CO                                | 0      | 1                             | Peut être pontant entre deux cations métalliques, liés tous les deux à l'atome de carbone                                                            |